# A-350
L'A-350 (in cirillico: A-350 Галош; nome in codice NATO: ABM-1 Galosh) è stato un missile anti-balistico a medio raggio di produzione sovietica. Entrato in servizio all'inizio degli anni settanta come parte del Sistema ABM A-35, fu schierato su 64 rampe nella periferia di Mosca, con l'obiettivo di difendere la capitale da attacchi di missili balistici intercontinentali.
Venne ritirato dal servizio nei primi anni novanta, quando fu sostituito dall'ABM-4 Gorgon impiegato dal nuovo Sistema ABM A-135.

## Storia

### Sviluppo
Lo sviluppo di un sistema antimissile che fosse in grado di difendere la capitale Mosca dagli attacchi missilistici venne ordinato per decreto l'8 aprile 1958. Tale sistema, chiamato A-35, avrebbe dovuto utilizzare, oltre che nuove strutture radar, anche un nuovo intercettore che fosse in grado di operare anche fuori dall'atmosfera terrestre (cosa che il precedente V-1000 non era in grado di fare).
I lavori intorno al nuovo missile intercettore iniziarono nel 1960: si trattava dell'A-350, che nelle intenzioni dei progettisti avrebbe dovuto essere in grado di intercettare missili in avvicinamento a distanze superiori a 90 km, anche fuori dall'atmosfera.
Inizialmente, i tecnici decisero di installare sull'arma una testata con esplosivo convenzionale a frammentazione, ma successivamente si optò per una singola testata nucleare di grande potenza, in modo da compensare l'imprecisione dei radar del sistema di allerta.
La previsione era che il sistema entrasse in servizio il 7 novembre 1967, ma i tempi non furono rispettati: alla fine, il Sistema A-35 entrò in servizio nel 1972, cinque anni dopo la data prevista.

### Impiego operativo
Il sistema A-35 entrò in servizio nel 1972. Il missile A-350 ricevette la codifica NATO temporanea di SH-1 (dal nome del poligono di Sary Shagan), con il nome di Galosh. Successivamente, identificato erroneamente come un missile antiaereo, venne chiamato in Occidente SA-7. Tuttavia, una volta che l'intelligence si rese conto della natura antimissile del sistema d'arma, la codifica venne cambiata in ABM-1. Complessivamente, ne furono schierati 64 esemplari alla periferia di Mosca, presso le località di Bereya, Solnechnogorsk, Klin e Zagorsk.
Il missile fu mostrato al pubblico per la prima volta nel 1964, in occasione di una parata sulla Piazza Rossa. Tuttavia, questo sistema d'arma non fu mai effettivamente visto "in pubblico", poiché era sempre contenuto all'interno del cilindro di lancio.
Per precauzione, i sovietici realizzarono dei simulacri in scala reale degli A-350, da lasciare sulle rampe di lancio: lo scopo era quello di ingannare i satelliti spia statunitensi. Infatti, era stato deciso che i veri ABM-1 restassero stoccati in magazzino, e venissero schierati all'aperto solo nei periodi di tensioni internazionali. Anche ad oggi, comunque, il numero reale dei Galosh realmente installati rimane sconosciuto.
Nella metà del decennio, fu immessa in servizio una versione perfezionata, nota come ABM-1B (designazione NATO temporanea SH-4), che presentava modifiche al terzo stadio.
Alla fine degli anni settanta, i sovietici decisero di implementare un nuovo sistema antimissile, stavolta basato su due distinti missili ed in grado di intercettare anche testate multiple. Nel 1979, iniziò la costruzione del nuovo Sistema A-135, e contemporaneamente venne intrapreso lo smantellamento dell'A-35. Gli ultimi Galosh furono definitivamente radiati nel 1990.
Nel nuovo sistema antimissile russo, nel compito di intercettare i missili fuori dall'atmosfera fu sostituito dall'ABM-4 Gorgon.

## Descrizione tecnica
L'ABM-1 Galosh era un missile anti-balistico a medio raggio, progettato per intercettare i missili balistici nemici in avvicinamento nell'area di Mosca. Piuttosto simile come prestazioni allo statunitense LIM-49 Nike Zeus, ne vennero costruite due versioni.
- A-350Zh (ABM-1A, o ABM-1 Mod. 1): si trattava della versione base, lanciato per la prima volta il 1º gennaio 1962. Missile a tre stadi, con una singola testata della potenza di 2-3 megatoni, era spinto da motori a propellente solido.[3]
- A-350R: si tratta della versione modificata, rinforzata contro le radiazioni. Lanciato per la prima volta il 1º gennaio 1971, entrò in servizio nella metà del decennio. Piuttosto simile al missile precedente, si differiva principalmente per il terzo stadio: questo era infatti a propellente liquido, e poteva essere riacceso in modo da migliorare la precisione post-lancio.[2]

In tutti i casi, il sistema di guida era con comando radio. Occorre comunque precisare che il sistema antimissile era inefficace nei confronti dei dispositivi con testate multiple.
| Dati tecnici                   | ABM-1A          | ABM-1B             |
| ------------------------------ | --------------- | ------------------ |
| Nome russo                     | A-350Zh         | A-350R             |
| Sistema ABM                    | A-35            | A-35M              |
| Nome in codice NATO temporaneo | SH-1            | SH-4               |
| Primo lancio                   | 1º gennaio 1962 | 1º gennaio 1971    |
| Ingresso in servizio           | 1972            | Metà anni settanta |
| Lunghezza (m)                  | 19,8            | 20,1               |
| Diametro (m)                   | 2,57            | 2,57               |
| Massa (kg)                     | 33.000          | 32.600             |
| N. stadi                       | 3               | 2+1                |
| Peso testata (kg)              | ?               | 450                |
| Potenza testata (Mt)           | 2/3             | 1-2/3.             |
| Gittata (km)                   | 350             | 320                |
| Tangenza (m)                   | 30.000          | 30.000             |